# 김명욱
김명욱은 대한민국의 텔레비전 드라마 연출감독이다.

## 학력 및 경력
- KBS 프로듀서

## 드라마
- 2001년 KBS1 TV소설 《매화연가》 ... 연출
- 2003년 KBS2 드라마시티 《낭랑 18세》 ... 연출
- 2004년 KBS2 월화 미니시리즈 《낭랑 18세》 ... 공동연출
- 2005년 KBS2 월화 미니시리즈 《그녀가 돌아왔다》 ... 공동연출
- 2006년 ~ 2007년 KBS2 아침 일일연속극 《아줌마가 간다》 ... 연출
- 2007년 ~ 2008년 KBS1 저녁 일일연속극 《미우나 고우나》 ... 기획
- 2008년 KBS1 저녁 일일연속극 《너는 내 운명》 ... 연출
- 2010년 ~ 2011년 KBS1 저녁 일일연속극 《웃어라 동해야》 ... 공동연출
- 2012년 KBS2 단막극 《KBS 드라마 스페셜 - 아빠가 간다》 ... 연출
- 2013년 KBS1 저녁 일일연속극 《지성이면 감천》 ... 연출
- 2015년 KBS1 저녁 일일연속극 《우리집 꿀단지》 ... 연출
- 2017년 KBS2 저녁 일일연속극 《이름 없는 여자》 ... 연출
- 2019년 KBS2 저녁 일일연속극 《왼손잡이 아내》 ... 연출